# David Bosco
David L. Bosco é um jornalista, autor e acadêmico americano que escreve sobre relações internacionais. Atualmente, ele é editor colaborador da revista Foreign Policy e professor associado da Faculdade de Estudos Globauis e Internacionais da Universidade de Indiana.

## Biografia
Nasceu e cresceu em Washington, D.C., onde estudou no Colégio St. Albans . Em 1995, Bosco recebeu o título de Bacharel em Artes, magna cum laude ("com a maior das honras"), do Harvard College, onde também foi presidente editorial associado do The Harvard Crimson . Ele recebeu o título de Mestre em Filosofia (M.Phil.) em relações internacionais pela Cambridge University em 1996. Em 2001, recebeu um título de Doutorado Profissional em Direito (Juris Doctor), magna cum laude, da Harvard Law School .

## Carreira
Bosco trabalhou com questões de refugiados na Bósnia do pós-guerra. Ele iniciou sua carreira como voluntário no Comitê Americano de Refugiados e depois se tornou o chefe do escritório da organização em Sarajevo. Mais tarde, ele serviu como vice-diretor de um projeto conjunto das Nações Unidas / OTAN sobre repatriamento de refugiados em Sarajevo. Depois de retornar aos Estados Unidos e enquanto se matriculava na Harvard Law School, Bosco estagiou no Quartel-General Militar da OTAN em Mons, na Bélgica. Em 2000, atuou como escrivão jurídico no escritório de consultoria jurídica do Departamento de Estado dos EUA . Depois de se formar na faculdade de direito, Bosco foi bolsista Fulbright em Santiago, Chile, de 2001-2002. Ele conduziu uma pesquisa sobre a reforma da justiça criminal e publicou um artigo na revista Legal Affairs . De 2002 a 2004, ele foi advogado na Cleary, Gottlieb, Steen & Hamilton. Lá, ele se especializou em arbitragem internacional, contencioso e direito antitruste. De 2004 a 2006, ele foi editor sênior da revista Foreign Policy.
Atualmente, na Universidade de Indiana, ministra cursos sobre política mundial, organizações internacionais e direito internacional. Ele também planejou e ministrou cursos sobre o Tribunal Penal Internacional e as Nações Unidas na Faculdade de Direito de Washington da American University.

## Prêmios recebidos
- 2008: Next Generation Fellow no estudo de organizações internacionais, da American Assembly.[7]
- 2001: Fulbright Scholar.
- 2001: Prêmio Frederick Sheldon.
- 2000: Prêmio Derek Bok de Ensino na Universidade de Harvard.

## Livros
- Rough Justice, David Bosco ( Oxford University Press, 2014).ISBN 978-0199844135
- Five to Rule Them All, (Oxford University Press, 2009).ISBN 978-0195328769,  ISBN 978-0195328769

## Principais artigos publicados
- " Course Corrections: The Obama Administration at the United Nations ," Hague Journal of Diplomacy 6 (2011), 335-349.
- " O Tribunal Penal Internacional e a Prevenção do Crime: Subproduto ou Meta Consciente? " 19 Michigan State Journal of International Law 163 (2010).
- " The Lost Ambassador ", The Washington Post, Outlook Section, 4 de abril de 2010.
- " Necessidade militar vs. Moral Principle, " The American Scholar, Vol. 77, No. 1, Inverno de 2008.
- " The Debt Frenzy ", [artigo sobre ações judiciais por dívida soberana] Política externa, julho / agosto de 2007.

## Aparições na TV e no rádio
Bosco atuou como comentarista e analista para a CNN International, Rádio Pública Nacional (National Public Radio), e a Voz da Amérca (Voice of America).